# Jansenryggen
Der Jansenryggen ist ein 9 km langer und bis zu 2620 m hoher Presseisrücken in der Heimefrontfjella des ostantarktischen Königin-Maud-Lands. Im Norden der Sivorgfjella ragt er auf dem Pionerflaket auf.
Wissenschaftler des Norwegischen Polarinstituts benannten ihn 1985 nach Jan Birger Jansen (1889–1984), Herausgeber der Zeitung Bulletin der Widerstandsbewegung gegen die deutsche Okkupation Norwegens im Zweiten Weltkrieg.